# 앙리 3세
앙리 3세(프랑스어: Henri III, 1551년 9월 19일 ~ 1589년 8월 2일) 또는 헨리크 발레지(폴란드어: Henryk Walezy)는 폴란드의 왕이자 프랑스의 왕으로, 발루아 왕가 최후의 왕이다. 앙리 2세의 3남이자 프랑수아 2세의 동생이다.

## 어린 시절
앙리 2세와 카트린 드 메디치의 셋째 아들로 태어났으며 두형인 프랑수아 2세와 샤를 9세 그리고 동생인 에르큘 프랑수아 드 발루아를 제치고 어머니의 총애를 받고 자랐고 특히 그 영향 때문인지 아버지 앙리 2세와 다른 세 형제들과 달리 발루아 가문의 전통인 사냥과 운동에 약간의 흥미만 가지고 있을뿐 검술에 능하는 것 외에도 예술과 독서같이 이탈리아인같은 취향들을 선호했다.
1559년 누이 엘리자베트 드 발루아와 스페인의 국왕 펠리페 2세와의 결혼으로 열린 마상시합에서 아버지인 앙리 2세가 참전하다가 스코틀랜드인 근위대장인 몽고메리 백작 게이브리얼과의 시합에서 마창의 나무파편이 투구 사이로 들어가 머리 크게 다치는 사태가 벌어졌고 10일 뒤 서거하고 만다. 이후 15세가 되었던 해인 1566년에 앙주 공작이 된다.

## 제 4차 위그노 전쟁
1568년 위그노 전쟁 당시 형인 샤를 9세의 집권기에 왕실군대의 지휘관이 되어 1569년 3월에 자르나크에서 콩테 공작과 같은 해 10월 몽콩루트에서 가스파르 드 콜리니의 군대를 격파해 군 지도자로서의 자질을 보여주었다. 
그 과정에서 위그노들의 지도자중 한명이었던 루이 드 부르봉 공작을 죽여 모욕한 일로 위그노들의 증오를 사게 되었다. 1570년에 스페인을 견제하고자 영국의 여왕인 엘리자베스 1세와 약혼이 오갔으나 백년 전쟁 이후 골이 깊어진 양국 간의 감정으로 없던 일로 처리되었다.
1572년 7월 7일 폴란드-리투아니아 연방의 군주 지그문트 2세 아우구스트가 사망하자 카트린은 공석인 폴란드 국왕위에 앙리를 내세워 신성 로마 제국의 막시밀리안 2세의 아들 에른스트와 경쟁하여 폴란드 국왕에 선출되었으나 폴란드로 떠나는 것을 주저했다. 8월 24일 누이 동생 마르그리트 드 발루아와 나바라 왕국의 국왕인 앙리 드 부르봉과의 결혼식 첫날밤인 성 바를톨로메오 축일에 위그노들에 대한 대학살이 일어나 가스파르 드 콜리니 제독을 비롯한 위그노 곧 개신교 신자 대부분이 가톨릭 교도들에게 학살당하는 사태가 벌어지고 만다.
당시 앙리 3세는 폴란드 국왕위에 선출되었음에도 불구하고 바르톨로메오 대학살이 일어날 때까지 폴란드로 떠나지 않았으며 또한 바르톨로메오의 대학살 자체가 당시 샤를 9세와 가까이에 접근하려했던 개신교 신도들의 수뇌부 중 한명이었던 콜리니 제독을 제거하기 위한 카트린과 기즈 공작가의 결탁한 음모였고 앙리 3세가 다른 형제들을 제치고 모후인 카트린의 총애를 받은 것을 볼때 그 역시 바르톨로메오 대학살의 전모를 간접적으로 알고 있거나 관여한 의혹을 받고 있다.

## 폴란드 국왕
성 바르톨로메오 축일의 대학살 이후에도 여전히 폴란드 국왕에 선출되면서도 계속 프랑스를 떠나려하지 않자 형 샤를 9세의 최후 통첩을 받고 1574년 측근 몇 명을 대동한 채 독일 북부로 통해 폴란드로 떠난다. 이 과정에서 개신교 세력이었던 팔츠 선제후들을 비롯한 독일의 개신교 제후들의 위협을 받았다.
1월 25일 폴란드령인 크라쿠프에 도착했고 2월 21일 바젤 대성당에서 폴란드 국왕이자 리투아니아 대공인 헨리크 발레지(Henryk Walezy)로서 대관되었다. 그러나 23세의 나이로 왕위에 오른 그로서는 자신의 왕권을 어떻게 행사할지는 모른체 각 조항을 승인하는 것 외에는 다른 방법이 없었고 지그문트 2세 당시 체결한 루블린 연합으로 모든 권한등을 인정받은 폴란드 귀족과 고위 성직자들이 그에게 더많은 특혜를 얻어낼려고 했으며 결국 바르바샤 근교 카미엔에서 자신의 폴란드식 이름을 딴 헨리크 조항을 채택해 왕으로서의 모든 권환을 박탈당하고 수용한 규정에 따라야만 했다.
이듬해 5월 30일 성 바르톨로메오 축일의 대학살로 큰 충격을 받아 병상에 누운지 오래였던 샤를 9세가 죽자 6월 18일 프랑스에서 같이 동행한 측근들과 함께 급히 서둘러 크라쿠프의 왕궁에서 도망쳐 다음날 아침 신성 로마 제국의 모라비아 변경백령에 도착한다. 이후 빈으로 가 막시밀리안 2세의 환대를 받고난 후 가톨릭 세력권인 남부 독일을 경유해 베네치아 공화국, 만토바, 페라라, 사보이 공국의 토리노등 이탈리아 북부를 유람하는듯 거치면서 9월 2일에 샹베리에 도착하여 동생 프랑수아, 사촌 앙리와 합류하고 이어 9월 6일에 리옹에 도착, 어머니 카트린과도 만났다. 1575년 2월 21일에 랭스에서 앙리 3세로 대관을 치르면서 프랑스 왕위에 오른 후 이틀 뒤 로렌가 루이즈 드 보데몽과 결혼했다. 이후 폴란드 귀족들은 그가 다시 폴란드로 돌아오기를 간청했지만 앙리 3세가 돌아오지 않자 새로운 국왕 선거를 치러야 했다.

## 프랑스 국왕
이후 앙리 3세는 프랑스 왕위에 오르면서 즉위 전과 다른 모습들을 보여 주기 시작했다. 그는 지적이고 세련된 궁정인이었으나 왕위에 오르면서 미뇽이란 불린 총신들에 대한 지나친 총애, 동성애적인 성적 취향과 조각배를 타고 손느(saone)강을 오르락 내리락하는 등의 기이한 행각과 사치등으로 비난을 받았고, 어머니인 카트린 드 메디치와 더불어 사악하고 간사한 인물로 인식되어 즉위 전부터 많은 이들로부터 무차별적인 미움을 받아 왕권을 제대로 행사하지 못하였고 프랑스를 다시 혼란으로 몰고 갔다.

### 위그노 전쟁
앙리 3세가 왕위에 오른 지 10일이 지나서 그의 동생 에르퀼 프랑수아가 파리를 탈출 자신의 영지 내에 위치한 드뢰로 도망쳐 자신의 지지자를 모아 2일이 지난 후 신성동맹의 수장 앙리 드 기즈를 제거한다는 명목으로 반란을 일으켰고 루이 드 부르봉의 아들이자 앙리 드 나바르의 사촌 형제 앙리 드 부르봉 또한 파리에서 탈출해 살아남은 위그노들을 규합하기 시작 위그노들의 반란이 재발하는 동시에 형제간의 골육상잔이 발생하는 동시에 팔츠 선제후였던 요한 카시미르까지 위그노들을 돕기 위해 4000명의 기병대를 이끌고 프랑스 영내로 들어왔다.
당시 앙리 3세는 갑작스럽게 일어난 연이은 반란과 사치에만 몰두해 당황하면서 우왕좌왕했으며 모든 건 지휘한 사람은 기즈 공작이였던 앙리였고 그는 신성동맹을 내세워 위그노들과 맞써싸웠다. 결국 1576년 블루아에서 소집된 삼부회에서 앙리 3세게 원조금을 내놓기를 거부하는 사태가 벌어졌고 2월 3일 파리에 억류되었던 신교도의 지도자이자 나바라 국왕이기도 한 앙리 드 나바라마저 파리를 탈출 나바라의 수도 베아르(Béarn)에서 다시 세력을 집결하기 시작했다. 나바라의 앙리가 탈출한 계기로 사치에만 몰두하는 현프랑스 국왕인 앙리 3세, 신성동맹의 수장이자 카롤링거 왕조의 후예라 주장하며 프랑스 왕위를 노리는 기즈의 앙리, 발루아 왕가와 먼 친척이자 앙리 3세의 매부였던 나바라 국왕인 앙리등 세 앙리의 전쟁의 시발점이기도 했다. 결국 1577년 베르주라크 평화조약을 체결해 위그노는 몇 가지 자유권을 박탈당했고 가톨릭 측은 신성동맹을 해체해야 했다.

### 세 앙리의 전쟁
1584년 2월 네덜란드의 오라녜 공작 빌럼 1세에게 네덜란드 군주에 추대받다 안트베르펜의 참변으로 많은 병력을 잃고 실의에 빠져 파리로 돌아온 동생 프랑수아가 죽으면서 프랑스 왕위 계승과정이 새로운 국면에 빠지고 말았다. 당시 앙리 3세의 슬하에 뒤를 이을 자식들이 없었고 결과적으로 왕위 계승권은 앙리 3세의 매부이자 개신교도의 지도자였던 나바라 국왕 앙리에게 넘어갔다. 이에 국내외의 가톨릭은 프랑스의 왕위가 개신교도인 나바라의 앙리에게 넘어가는 것에 반발하고 신성동맹을 다시 일으켜 나바라의 앙리의 숙부이긴 하지만 가톨릭 신자이며 루앙의 추기경이였던 샤를 드 부르봉을 환속시켜 앙리 3세의 후계자로 내세우는등 국내 정세가 불완정하고 있었고 급기야 1585년 7월 18일 신성동맹과 손을 잡아 왕권을 강화시키려하는 태후인 카트린의 설득으로 위그노들의 자유권을 폐기하는 느무르 조약을 체결했으나 선포 이후 군중들의 환희에 답하지 않고 떠났기에 가톨릭의 경멸을 받기 시작했고, 이는 종교의 자유를 박탈당한 위그노에서도 반발을 불려 나바라의 앙리와 독일의 개신교 제후들로부터 경고를 받게 된다.
결국 1년 6개월이 지나 프랑스 전역에 다시 한번 내전으로 치달았고 이 내전이 바로 오늘날 삼 앙리의 전쟁이라 불린 전쟁이었다. 전쟁이 일어났음에도 앙리 3세는 여전히 사치에 물두하고 있었고 그나마 쿠트라 전투에서 총신인 국왕군 총지휘관인 조아이유즈 공작을 비롯한 국왕군 8000명이 궤멸당하는 사태가 벌어지는등 점차 전쟁에서 유리한 고지를 점유하지 못하였다. 또한 프랑스 왕위를 노리는 앙리 드 기즈의 공작으로 파리 내에서 국왕으로서의 위신이 실추되기 시작했다. 1588년 5월 12일 결국엔 파리에서 앙리 드 기즈의 농간으로 보이는 시민 봉기가 일어나자 모후인 카트린이 앙리 드 기즈와 협상을 하는 동안 측근들을 데리고 파리를 탈출해 샤르트르로 피신하고 만다.

### 앙리 드 기즈 암살
앙리3세가 파리를 탈출하면서 유리한 것은 앙리 드 기즈였으나 그 또한 파리를 점거하면서 신성동맹 내에 발생하는 파벌싸움을 제어하기 힘든 사태가 벌어지자 두 사람의 앙리는 태후(카트린 드 메디시스)의 중재하에서 다시 협상을 하였고 같은해(1588년) 7월 19일 앙리 3세는 루앙에서 11개의 조항으로 된 연맹 조약을 발표했고 3일 뒤 조약은 파리의 대법원에 등록되었다. 그가 발표한 연맹조약은 위그노들에게 느무르 조약보다 더 가혹한 조항이 있었고 이는 앙리 3세에게도 가혹한 것으로 부르주, 오를레앙 등 4개의 도시를 신성동맹에게 제공하는 것 등이었다. 이는 순전히 앙리 드 기즈와 신성동맹의 권한을 더욱 몰아주었다.
같은해(1588년) 10월 16일 연맹조약을 명문화하기 위해 블루아에서 삼부회를 개최하면서 앙리 드 기즈와 그의 동생인 로렌의 추기경인 루이 드 기즈를 암살할 계획을 세우기 시작했고 12월 23일 암살 계획을 실행해 앙리 드 기즈를 자신의 방으로 불러 살해하고 그의 동생인 루이 또한 살해하고 신성동맹이 내세운 자신의 또다른 후계자인 샤를 드 부르봉을 포함한 기즈의 측근들을 체포한다. 1589년 1월 5일 그의 정치적 충고자이면서 후원자였던 태후 카트린 드 메디시스가 사망하면서 암살당한 앙리와 루이의 동생이었던 샤를 드 마옌느 공작을 비롯한 신성동맹에 의해 더욱 궁지에 몰리게 된다. 프랑스 대도시 대부분이 공개적으로 적대감을 표했으며 삼부회마저 등을 돌린 데다 표면적으로나마 충성을 하던 파리의 대법원 또한 1월 16일 16인 위원회에 의해 해산되고 신성동맹을 대변하는 새 대법원이 세워지면서 프랑스 전역의 고등 법원마저 신성동맹편에 서는 등 모든 권력과 명예가 실추되었다.
가톨릭에 완전히 버림받은 앙리 3세는 그나마 손을 잡을 수 있는 존재가 위그노의 수장인 나바라 국왕 앙리밖에 없었고 오랜 시간이 지난 후 나바라의 앙리와 손을 잡았다. 그리고 협상이 진행되는 동안 앙리 3세는 블루아에서 투르로 거처를 옳겼다.

### 나바라의 앙리와의 제휴
1589년 4월 3일 두 사람의 앙리는 1년 기한의 공식적인 조약을 체결한 후 같은해 4월 29일에 각자 조약을 발표했다. 5월 8일 신성동맹군이 투르로 쳐들어왔으나 앙리 드 나바라가 이끌던 위그노 군에 의해 구원을 받았다. 이후 앙리 3세는 나바라의 앙리와 함께 파리를 탈환하기 위해 두 달 동안 준비를 한 후 같은 해 7월 말에 42000명의 병력을 이끌고 파리 성벽에 도달한 후 파리 서쪽으로 생-클루에 위치한 레츠 백작의 저택에 사령부를 설치했다.

## 최후와 사후
1589년 8월 1일 파리가 포위되는 와중에 브레앙 백작이 보낸 자라면서 가톨릭 도미니크 수도회의 수도사인 자크 클레맹(Jacques Clément)을 맞이 한 후 그가 갖고 온 편지에 주의를 팔고 있는 사이에 그가 휘두른 단검에 복부를 심하게 찔리는 부상을 당했고 그를 밀쳐내 경비병을 불러 자크 클레맹을 죽였지만 이미 심한 중상을 입었기에 병상에 누웠고 상태가 그다지 나쁘지 않았다고 하나 문병차 온 후계자인 앙리 드 나바라에게 가톨릭으로 다시 개종할 것을 권하고 많은 사람들에게 앙리 드 나바라에게 충성할 것을 명령한 뒤 구술로 아내와 아직도 자신에게 복종하는 지방의 총독과 제후들에게 편지를 보낸 후 다음난 오전 2시경에 숨을 거두었다. 이로써 발루아 왕조는 끝났다. 이후 앙리 4세로 파리를 탈환한 앙리 드 나바라에 의해 생드니 대성당에 묻혔으나 프랑스 대혁명 당시 폭도로 돌변한 시민들에 의해 묘지가 파헤쳐 시체를 꺼내 온갖 모욕을 한 후 공동 묘지에 던져버렸다.